# Lispe xenochaeta
Lispe xenochaeta este o specie de muște din genul Lispe, familia Muscidae, descrisă de Malloch în anul 1923. Conform Catalogue of Life specia Lispe xenochaeta nu are subspecii cunoscute.